# Klappsitz
Ein Klappsitz ist ein Sitz für Personen, der bei Nichtgebrauch weggeklappt wird, um so mehr Raum für andere Erfordernisse zu schaffen, z. B. Durchgang, Stehplatz oder anderes (in öffentlichen Verkehrsmitteln z. B. als Abstellplatz für Rollstühle, Kinderwagen, Fahrräder, Gepäck). Auch die Reinigung des Fußbodens wird durch hochgeklappte Sitze erleichtert.

## Verwendung
Klappsitze werden in
- Gebäuden (z. B. Stadien, Arenen, Theatern, Kinos, Hörsälen, Kirchen (Chorgestühl), Sendestudios, Fahrstühlen, Duschen) oder in
- Fahrzeugen (Linienbusse, Züge (Lokomotiven, Kabinentender), U-Bahn, Arbeits- und Baumaschinen, LKW, PKW, Sanitätsfahrzeuge, Kampfpanzer (z. B. M47) etc.) oder
- Verkehrsflugzeugen, Transportflugzeugen etc.

verwendet. Klappsitze erleichtern meist den Durchgang bzw. den Ein- und Ausstieg, wenn sie nicht benutzt werden.
In PKW bieten Klappsitze meist zusätzliche Sitzgelegenheiten und werden auch oftmals als Notsitz bezeichnet. Sitze im PKW, die bei Bedarf nach vorne weggeklappt und/oder versenkt werden können, meist um im Heckbereich (Kofferraum) mehr Staufläche zu erreichen, werden ebenfalls als Klappsitze bezeichnet.
In Flugzeugen werden Klappsitze teilweise als Jumpseat bezeichnet.

## Ausführungen
Klappsitze können in verschiedenen Ausführungen und Kombinationen verwendet werden, z. B.:
- Einzelklappsitz mit oder ohne Rückenlehne
- Einzelklappsitz mit oder ohne Armlehne
- Klappsitz für den wandbündigen Einbau
- Klappsitzbank.

Die Sitzfläche kann dabei klassisch aus Holz oder Kunststoff sein oder auch gepolstert (z. B. mit Kunstleder, echtem Leder oder Textilien) oder als Metall (z. B. auch als Drahtgitter) ausgeführt sein. Häufig sind Klappsitze so konstruiert, dass sie selbsttätig hochklappen, wenn eine sitzende Person aufsteht. Dies kann durch ein Gewicht an der Hinterkante (bei seitlich angebrachten Drehpunkten) oder einen Federmechanismus bewirkt werden.

## Beispiele

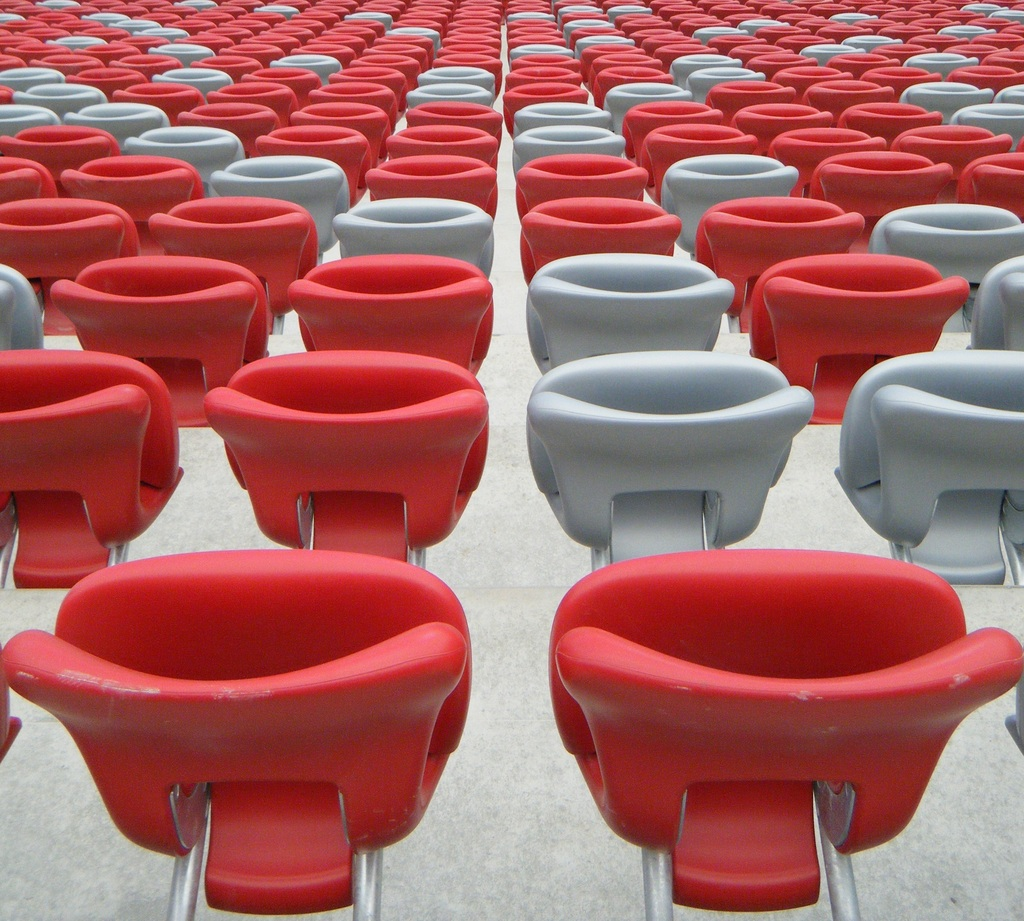
Klappsitze im Nationalstadion in Warschau
Ein von Raymond Loewy entworfener Klappsitz für ein Schlafwagenabteil. Der zusammengeklappte Sitz konnte unter den Betten verstaut werden.
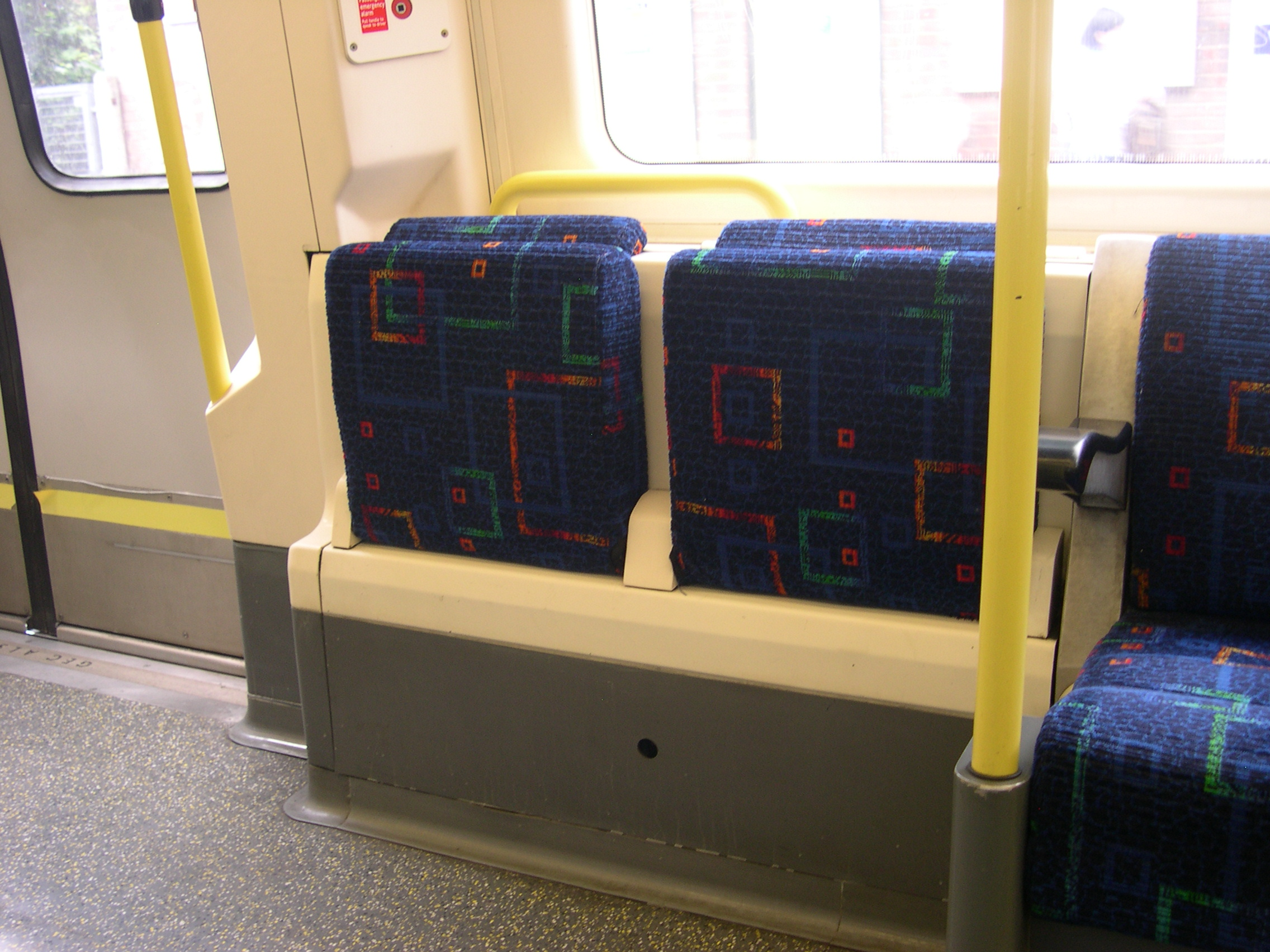
Klappsitze bei der Londoner U-Bahn
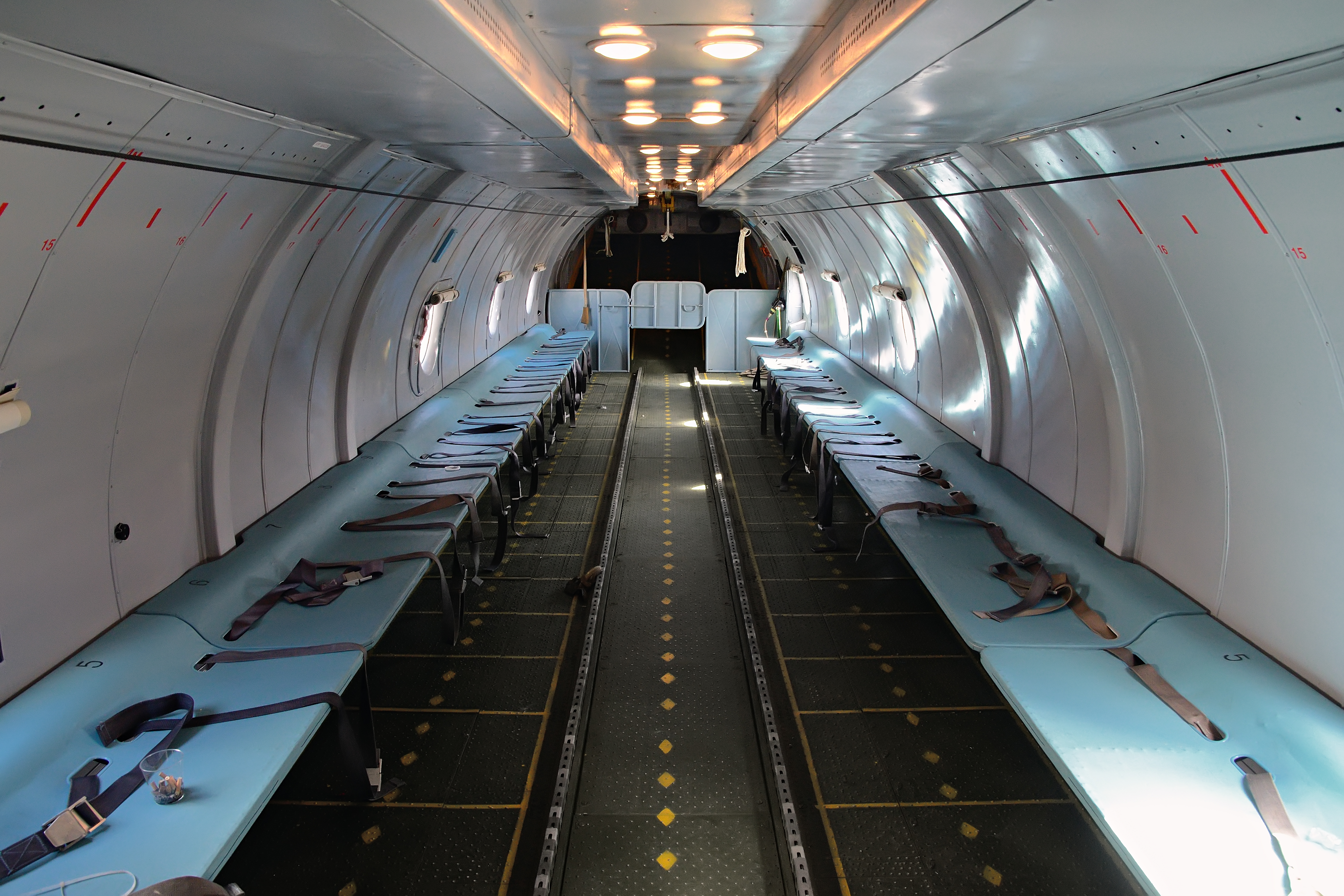
Klappsitzbänke in einem Transportflugzeug Antonow An-26

## Abgrenzung
Der Klappsitz unterscheidet sich vom Klappstuhl durch die fixe Befestigung des Klappsitzes an einer Wand oder einem Boden. Der Klappstuhl ist freistehend und kann individuell ohne Lösung von Verschraubungen verschoben werden.

## Trivia

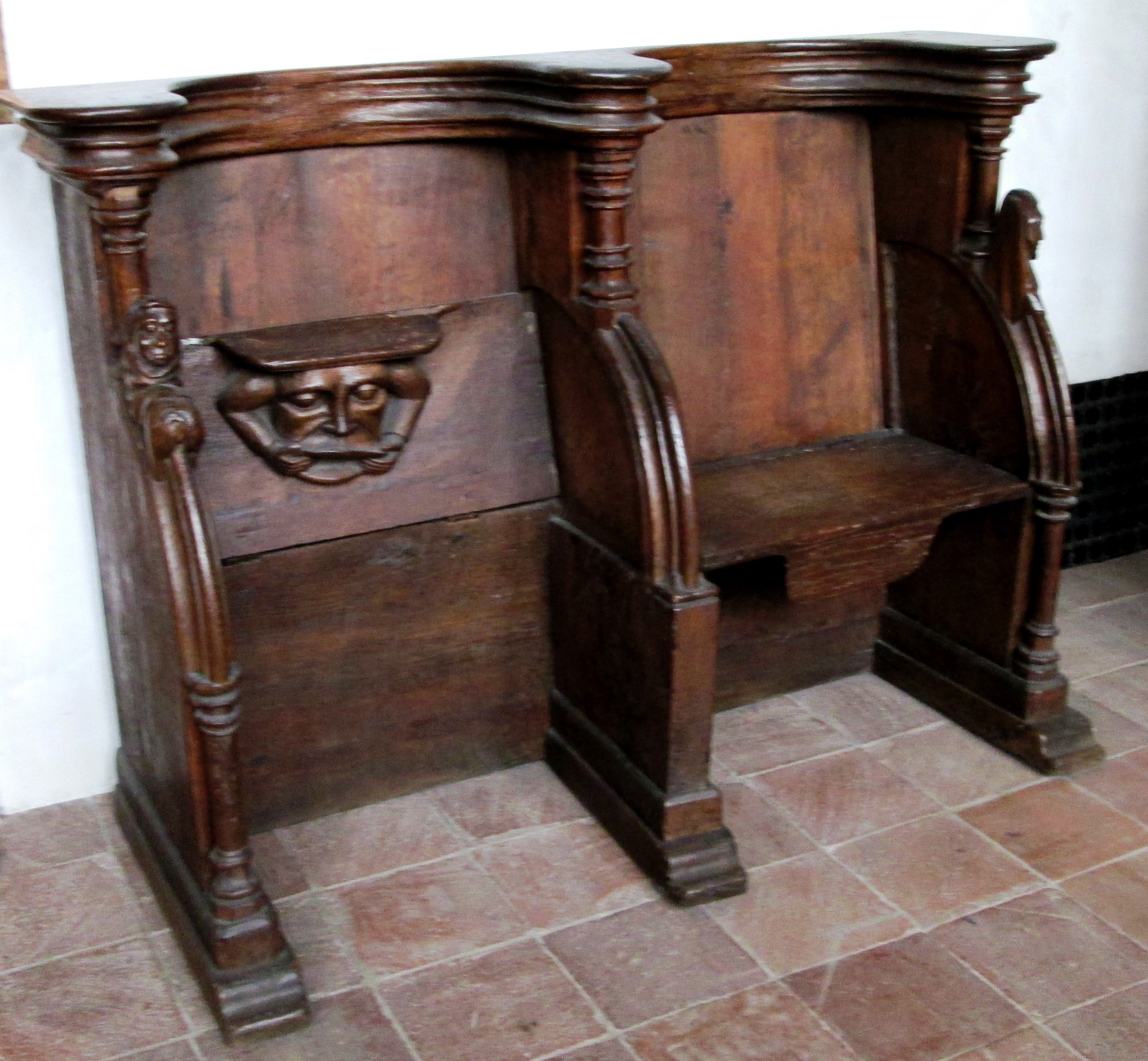
Zwei Klappsitze aus einem Chorgestühl aus dem 15. Jahrhundert.

Die Redewendung „Halt die Klappe“ stammt von den seit dem 11. Jahrhundert in Gebrauch befindlichen Klappsitzen in den Chorgestühlen von Kirchen, die beim Hoch- oder Herunterklappen gegen den Anschlag laute Geräusche von sich gaben. Dieser unerwünschte Lärm konnte verhindert werden, indem die Sitzklappen festgehalten und langsam bewegt wurden.